# Hans Hinrich
Hans Hinrich (Berlino, 27 novembre 1903 – Berlino, 30 ottobre 1974) è stato un attore, regista e doppiatore tedesco.

## Biografia
Inizialmente attore e regista teatrale dell'avanguardia, fu autore di allestimenti innovativi durante gli anni venti. Nel 1930 gli venne affidata la direzione del Deutsches Theater di Berlino. Nel 1931 iniziò la carriera cinematografica sotto l'egida dell'UFA, e fino al 1938 diresse diversi film, con attori di primo piano (Hans Albers, Heinrich George, Lil Dagover e Attila Hörbiger) ma ebbe solo moderati successi al botteghino. Di origini ebraiche, sposato dal 1928 con l'attrice Maria Krahn, venne espulso nel 1938 dalla Camera della Cultura del Reich e si rifugiò in Italia, dove diresse per diverse case di produzione cinque film, solitamente affiancato da altri registi, tra cui Nebbie sul mare, il suo migliore, che non poté firmare per ragioni razziali. Abbandonata la regia nel dopoguerra, naturalizzato italiano, col nome Giovanni Hinrich riprese la professione di attore interpretando personaggi inquietanti di inquisitori e ufficiali. Nel 1954, rientrato in Germania, continua ad apparire in film per grande e piccolo schermo dal 1955 al 1972 (ne dirige altri due, il dramma K - Das Haus des Schweigens, con Ernst Deutsch, e il film d'avventura Conchita und der Ingenieur ambientato nella giungla brasiliana). Fu anche doppiatore: prestò la sua voce a celebri attori statunitensi come Edward G. Robinson, Claude Rains e Spencer Tracy. Nel 1955 prese la direzione della Wuppertal Opera e dal 1958 al 1966 diresse il Teatro Comunale di Gelsenkirchen. È deceduto a 70 anni.

## Filmografia

### Regista
- Il vincitore (Der Sieger), co-regia di Paul Martin (1932)
- Le Vainqueur (1932) co-regia di Paul Martin
- Das Meer ruft (1933)
- SOS Eisberg (1933)
- L'amore dei marinai (Liebling der Matrosen) (1937)
- Fremdenheim Filoda (1937)
- Felicità perduta (Dreiklang) (1938)
- Zwischen den Eltern (1938)
- Fracht von Baltimore (1938)
- Lucrezia Borgia (1940)
- Il re del circo (1941)
- Il vetturale del San Gottardo, co-regia di Ivo Illuminati (1941)
- Tentazione, co-regia di Aldo Frosi (1942)
- Nebbie sul mare, co-regia di Marcello Pagliero (1943)
- K - Das Haus des Schweigens (1951)
- Macumba jungla infuocata (Conchita und der Ingenieur) (1954)

### Attore
- Avanti a lui tremava tutta Roma di Carmine Gallone (1946)
- Il cavaliere misterioso di Riccardo Freda (1948)
- I miserabili di Riccardo Freda (1948)
- L'ebreo errante di Goffredo Alessandrini (1948)
- Gli uomini sono nemici, regia di Ettore Giannini (1948)
- Fabiola di Alessandro Blasetti (1949)
- Gli ultimi giorni di Pompei di Marcel L'Herbier e Paolo Moffa (1950)
- Türme des Schweigens (1952)
- Uomini ombra di Francesco De Robertis (1954)
- Das Wunder des Malachias (1961)
- Die Frau in Weiß (1971)
- Stadt ohne Sheriff (1972)

## Prosa teatrale
- Il sacro esperimento, 5 atti di Fritz Hochwälder, regia di Giovanni Hinrich, prima al Teatro delle Arti di Roma 13 aprile 1948.

## Doppiatori italiani
- Emilio Cigoli in I miserabili, L'ebreo errante